# Charles Mohr
Charles Theodore Mohr ( * Esslingen, Württemberg 28 de diciembre de 1824 – 17 de julio de 1901) fue un farmacéutico, geólogo y colector botánico en Guayana Neerlandesa. 
Fue el cuarto hijo del granjero de ovejas August Ludwig Mohr (1795-1833) y de Dorothea Catharina Walker. Los tres primeros años de su vida aprendió en su casa. En 1833 la familia se trasladó a la cercana Denkendorf donde su padre fundó una fábrica de vinagre y mostaza. El 10 de septiembre del mismo año, Mohr murió de repente.
Se trasladó a los Estados Unidos en 1848, y se convirtió en fabricante químico de Movile, en Alabama. Allí residió a partir la 1850 hasta 1889. Dejó el negocio y pasó el resto de su vida profesional, estudiando botánica y en investigaciones del bosque.
En 1890 asciende a experto y agente en la división de silvicultura, del Ministerio de Agricultura de los EE. UU., puesto que ejerció hasta su muerte en 1901. Un año antes de su muerte que se trasladó a Asheville, NC, donde trabajó en el herbario de Biltmore hasta su muerte el 17 de julio de 1901.

## Algunas publicaciones

### Libros
- Plant Life of Alabama

- La abreviatura «C.Mohr» se emplea para indicar a Charles Mohr como autoridad en la descripción y clasificación científica de los vegetales.[1]